# Abelena
Abelena ist ein weiblicher Vorname und eine Erweiterung von Abel oder Abela. Letzteres ist eine ältere niederdeutsche Kurzform von Apollonia, Adalberta oder einem anderen alten weiblichen Vornamen, der aus dem altsächsischen aval („Kraft“) gebildet wurde.